# Boville Ernica
Boville Ernica är en ort och kommun i provinsen Frosinone i regionen Lazio i Italien. Kommunen hade 8 526 invånare (2018).